# مديرية قوسقو
مديرية قوسقو (بالإسبانية: Distrito del Cuzco)‏ هي مديرية في بيرو، تقع في مقاطعة كوسكو، بلغ عدد سكانها 114,630  نسمة وذلك حسب إحصائيات سنة 2017، عاصمتها كوسكو، تبلغ مساحتها 116.22 كيلومتر مربع.